# Милет
Миле́т (др.-греч. Μίλητος) — древнегреческий город в Карии на западном побережье Малой Азии, находившийся к югу от устья реки Меандр.

## География

Милет на карте Лидии

Среди всех полисов Ионии Геродот особо выделял Милет, называя его «жемчужиной Ионии». Хора Милета была сравнительно небольшой, её значительная часть располагалась на полуострове, в северо-западной части которого находился сам город. С севера естественной границей полиса была Гераклейская бухта, в западную часть которой с северной стороны бухты впадал Меандр, бывший самой полноводной из рек Малой Азии, впадающих в Эгейское море. С запада полис граничил с Эгейским морем, с юга — с бухтой Менделии. С востока полуостров граничил с отрогами Карийских гор, а с материком связан был узким и гористым перешейком, самой высокой частью которого был горный хребет Грион, поднимавшийся у местечка Гераклеи до 700 метров над уровнем моря и тянувшийся далее на юго-восток в сторону Карии. К западу Грион спускался, образуя высокие гористые плато, направленные с северо-востока на юго-запад, и тянувшиеся вплоть до моря, где они образовывали высокие береговые откосы. Плато местами были разделены узкими долинами, самая широкая и глубокая из которых проходила до древнего порта Панорма. По ней шла дорога от моря к Дидимам. На северном склоне Гриона располагалась возвышенность — Стефания, которая шла параллельно Меандру, повторяя изгибы реки в этом месте. Зимой от Стефании в Меандр по оврагам стекали воды, орошающие поля и пастбища широкой и плодородной равнины, прилегающей к реке. У подошвы Стефании было много источников, поэтому в этих местах было сильно развито виноградарство и виноделие. Здесь же в связи с обилием горных ручьёв, развитым садоводством и земледелием с древности был широко распространён культ источников и нимф.
К владениям полиса относилась также узкая полоска земли по нижнему течению Меандра («долина Меандра»), на северном берегу Гераклейской бухты. Частью этой равнины со стороны моря владели граждане Миунта. На территории полиса, помимо самого Милета, небольших деревень (ком) и отдельных усадеб, расположилось ещё несколько сравнительно крупных поселений: Лименей, Лерос (на одноимённом острове, расположенном перед Милетом), Техиусса, порт Панорм и, возможно, ряд других, а также святилище Аполлона Дидимейского (носившее так же название Бранхидов) и святилище Посейдона Геликонского на мысе Микале (в Панионии).
В период своего расцвета Милет состоял из двух частей — внешнего и внутреннего города; последний имел свою цитадель, хотя обе части были окружены одной стеной. Город имел четыре гавани, которые были защищены Трагасайскими островами (Лада, Дромиск и Перна). Согласно Плинию Старшему Дромиск (Dromiskos) и Перна (Perne) стали частью суши.

## История

### Древнейшая эпоха
Первые поселения датируются второй половиной IV тыс. до н. э.. В Милете найдены фрагменты фресок минойского стиля и тексты линейного письма А. К XIV веку до н. э. относятся находки микенской керамики в Милете, Хиосе. Согласно мифу, город основал герой Милет, переселившийся с Крита. Греческое название города сближается с хеттским Милаванда (по другому толкованию, Миллаванда — это Милиада). Известно около 50 хеттских названий на «-ванда». «Милетянки» (mi-ra-ti-ja) упоминаются в микенских текстах.

### Архаический период
Согласно греческим мифам, Милет был основан (точнее, вновь заселен) ионийскими выходцами из Аттики под начальством Нелея в X веке до н. э.; упоминается в «Илиаде» как город карийцев.
Археологические данные позволяют предположить, что Милет был заселён греками в процессе ранней ионийской колонизации (около 1050—1000 годов до н. э.). Эта информация также подтверждается сочинениями некоторых греческих авторов. К этому периоду археологи относят появление керамики протогеометрического стиля, хотя она и встречается довольно редко. Примерно в то же время были основаны 11 других ионийских городов, а также 12 полисов Эолии (эолийское Двенадцатиградье).
Вместе с остальными ионийскими полисами — Миунтом, Приеной, Колофоном, Лебедом, Теосом, Эрифрами, Клазоменами, Смирной, Фокеей и островами Самосом и Хиосом — Милет входил в так называемый Панионийский религиозный союз, образовавшийся около 700 г. до н. э. Центром союза было святилище, расположенное в западной части мыса Микале (Панионий), а признанным главой союза — Милет, «первый город ахейского люда о двенадцати стенах».

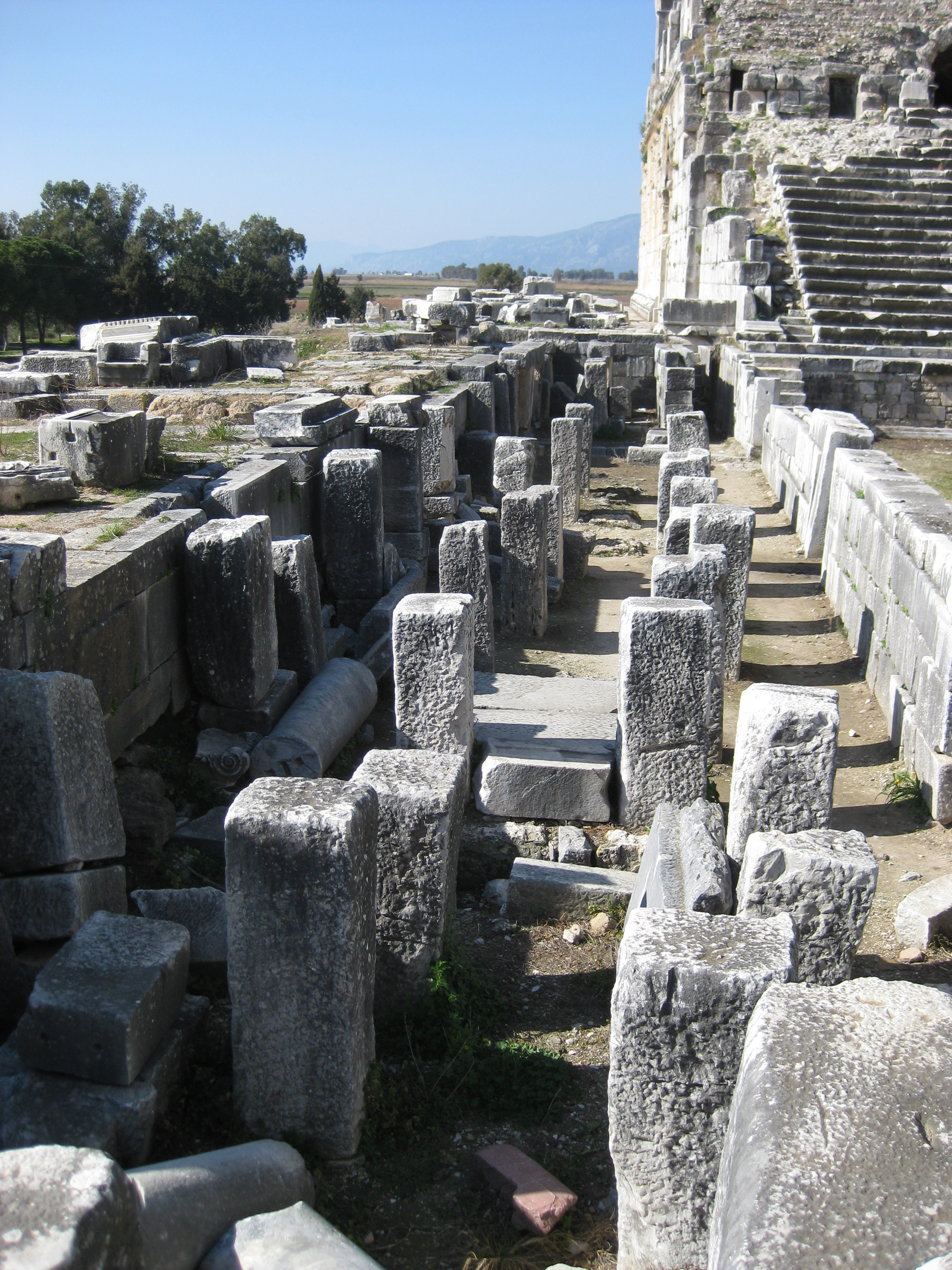
Милет, руины театра.

К началу периода архаики Милет представлял собой уже сложившийся полис со всеми полагающимися ему, как полису, институтами. Граждане до последней четверти V в. до н. э. делились на шесть фил, четыре из которых были ионийскими (филы гелеонтов, эгикореев, аргадеев и гоплетов), а две другие филы имели фессалийско-беотийское происхождение. Позднее, в связи с подпадением под сильное политическое влияние Афин, фил стало 12 (10 клисфеновских фил и 2 фессалийско-беотийские филы). Власть в полисе вплоть до VII века до н. э. принадлежала царскому роду Нелеидов, ведших своё происхождение от сыновей Кодра, руководивших переселением греческих апойков в Ионию. После ликвидации в Милете царской власти в полисе власть получили знатные роды, заседавшие в совете (буле). Из их среды ежегодно избирался притан, в ведении которого находился широкий круг вопросов.

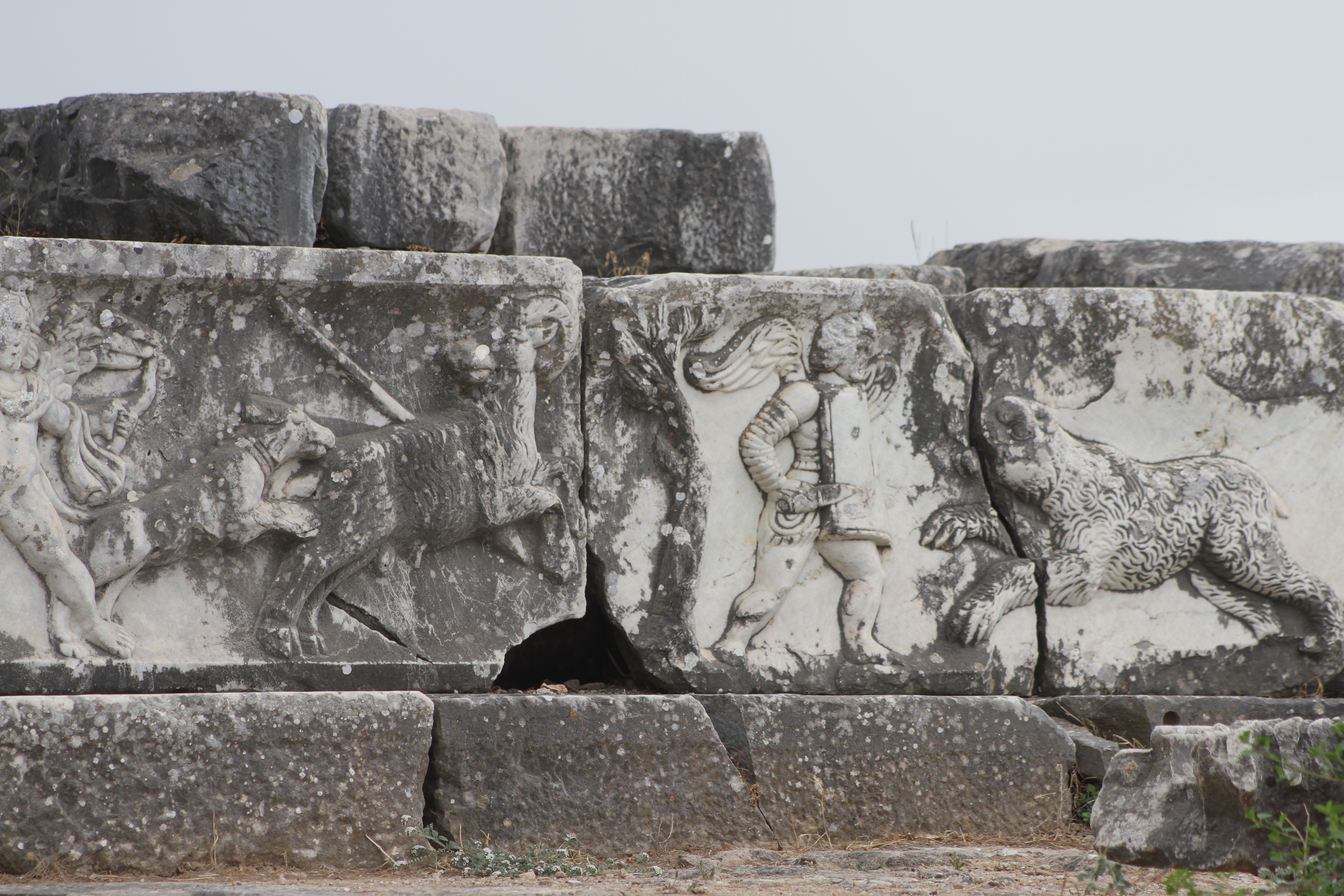
Барельеф изображающий гладиаторов. Милет.

В середине VII века до н. э, в правление первого лидийского царя из рода Мермнадов Гигеса, на Малую Азию обрушилась волна вторгшихся из Северного Причерноморья киммерийцев, двинувшихся сначала на Переднюю Азию — Ассирию и Урарту (о чём в 722—714 гг. до н. э. упоминают ассирийские хроники). Вторжение киммерийских племён (после разгрома ими, в союзе с Урарту в 676/674 году до н. э., Фригийского царства) сопровождалось грабежами ионийских поселений и городов, разорением земель хоры и, как следствие, привело к стенохории (сокращению сферы влияния). Впрочем, вторжение киммерийцев было отражено Гигесом благодаря его союзу сначала с ассирийским царём Ашшурбанипалом (668—635/27 гг. до н. э.), а потом с царём Египта Псаметтихом I (ок. 664—610 гг. до н. э.).
Удачное расположение Милета позволило городу получать хорошую прибыль от торговли. Его торговые суда пересекали все Средиземное море, в особенности же ходили в Понт Эвксинский (Чёрное море), до устья реки Дон.

### Классический период

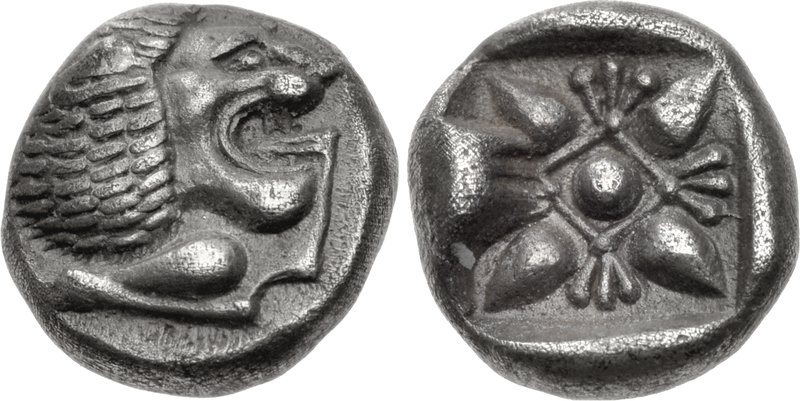
Серебряная монета диобол, чеканившаяся в Милете в конце VI — начале V века до н. э.

В конце VII века до н. э. Милетом правил тиран Фрасибул (Фразибул, ок. 610—600 до н. э.), после него тираны — Фоас и Дамасенор. Царская власть была упразднена в конце VII — начале VI века до н. э.. По-видимому, последним царём был Леодамант.
По берегам Понта Милет, во время своего расцвета, имел 80—90 колоний, в том числе Кизик, Синоп, Абидос, Томи, Ольвию и т. д. Даже в Древнем Египте была милетская колония (Навкратис). Милету приходилось не раз отстаивать свою независимость и против лидийских царей (например, Крёза), и против персидских владык (например, Кира II Великого). VI век до н. э. был периодом высшего расцвета его культуры; его тираны поддерживали дружественные отношения с персидскими царями. Около 514 года до н. э. тираном стал Гистией, сын Лисагора, и через некоторое время передал власть племяннику Аристагору, сыну Молиагора. Аристагор восстал против персов (499 до н. э.) и вызвал общее восстание ионийцев. Милет после нерешительного сопротивления был завоёван персами и разрушен (494 до н. э.). Аристагор бежал, а Гистией был казнён.
В 479 году до н. э. началось восстановление Милета, в 478 году до н. э. он вошёл в Делосский союз. В 411—402 гг. до н. э. Милет получил строго регулярную планировку (так называемую гипподамову систему), представляющую один из лучших образцов античного градостроительства. Но до прежнего величия возрождённому городу было очень далеко. После Пелопоннесской войны (431—404 до н. э.) Милет вновь попал в зависимость от персов. В 334 году до н. э. его могущество окончательно пало после повторного разрушения, произведённого на сей раз Александром Македонским. К этому же времени относится и изгнание тирана Аристогена. В 129 году до н. э. Милет был подчинён Риму. В эллинистическо-римское время Милет сохранял торговое значение и играл большую роль в культурной жизни греков. Милетская шерсть, наравне с галатской не имевшая равных, перерабатывалась в мастерских Фригии.

## Колонии Милета
В своей Естественной истории Плиний Старший утверждает, что Милет основал 90 колоний. Известнейшими из них являются:
- Аполлония
- Одесс
- Томы
- Истрия
- Ольвия
- Пантикапей
- Феодосия
- Трапезунд
- Синопа

## Археологическое изучение Милета
Сейчас на месте многоименитого города стоит бедная деревушка Палатия. Её название восходит к византийскому замку Балат.
Как показали систематические раскопки Милета, ведущиеся с 1899 года (с перерывами) немецкими археологами (Т. Виганд и др.), центр города составляли 3 агоры:
- Северная [с булевтерием (175—164 до н. э.), святилищем Аполлона Дельфиния (с 6 в. до н. э.) и другими сооружениями],
- Южная и
- Западная (с ионическим храмом Афины, 4 в. до н. э.).

Открыто также несколько терм (Фаустины, 2—3 вв. н. э., и др.). Вообще же, до сих пор удалось обнаружить только 1/3 великого города. Одной из достопримечательностей Милета, сохранившейся до наших дней, является театр, в который могло поместиться 25 тысяч зрителей. Его построили римляне на месте греческого театра IV в. до н. э. А византийцы перестроили в крепость Балат.

## Знаменитые уроженцы Милета
Милет был родиной философов (Милетская школа) Фалеса, Анаксимандра и Анаксимена, логографов Кадма, Гекатея и Дионисия, а также романиста Аристида.
- Фалес Милетский
- Анаксимандр
- Анаксимен
- Аспасия